# Fjärdbådarna (Kökar, Åland)
Fjärdbådarna är skär i Åland (Finland). De ligger i den sydöstra delen av landskapet, 80 km öster om huvudstaden Mariehamn.
Terrängen runt Fjärdbådarna är mycket platt. Trakten är glest befolkad. Det finns inga samhällen i närheten. 